# الرشايدة (سوهاج)
قرية الرشايدة هي إحدى القرى التابعة لمركز المنشأة بمحافظة سوهاج في جمهورية مصر العربية. حسب إحصاءات سنة 2006، بلغ إجمالي السكان في الرشايدة 16021 نسمة، منهم 8394 رجل و7627 امرأة.